# Schlacht von New Ross (1643)
Die Schlacht von New Ross (englisch Battle of New Ross, irisch Cath Ros Mhic Thriúin oder Balinvegga) war ein kleineres Gefecht des Irischen Konföderationskriegs im Jahr 1643 nördlich der Stadt New Ross im Südosten Irlands. Bei der Schlacht besiegte die englische Armee unter James Butler die irischen Konföderationstruppen unter Thomas Preston.

## Hintergrund
Thomas Preston befehligte die Armee von Leinster, war jedoch nicht in der Lage das Geld für die Finanzierung regulärer Truppen aufzubringen, so dass ihm kein großes Heer zur Verfügung stand. Daher versuchte er lediglich die Angriffe der Engländer abzuwehren. Am 2. März 1643 führte James Butler von Dublin aus eine Armee von rund 3000 Infanteristen, 700 Reitern und sechs Geschützen gegen ihn heran. Seine Aufgabe war es die Ortschaft New Ross im County Wexford zu belagern und somit die Kommunikation zwischen Kilkenny, der Hauptstadt der Konföderierten und den Häfen von Waterford und Wexford  zu unterbrechen. Auf seinem Vormarsch stieß Butler schon am Timolin Castle im County Kildare auf erbitterten Widerstand, so dass er New Ross erst am 11. März erreichte. Sein Versuch die Stadt einzunehmen scheiterte jedoch, so dass er die Belagerung des Ortes bereits am 16. März einstellte. Er rechnete damit, dass die Konföderierten Verstärkungen aus Munster erhalten würden. Preston war es inzwischen gelungen ihm mit seiner Miliz den Rückzug über die Blackstairs Mountains nach Dublin zu blockieren, so dass es in der Nähe von New Ross am 18. März zu einer Kampfhandlung zwischen den verfeindeten Truppen kam. Butler gelang es jedoch sich den Weg freizukämpfen.